# Little Susie
„Little Susie“ je píseň amerického zpěváka Michaela Jacksona z jeho devátého studiového alba HIStory: Past, Present and Future, Book I (1995). Pojednává o dívce, která byla roku 1972 nalezena mrtvá a nikdo neznal její jméno; Jackson nechtěl, aby tato dívka byla někdy zapomenuta, a tak napsal tuto píseň.
Další inspirací k napsání písně a také k vytvoření přebalu pro ni byl obraz Gottfrieda Helnweina Překrásná oběť.